# Schloss Schernau

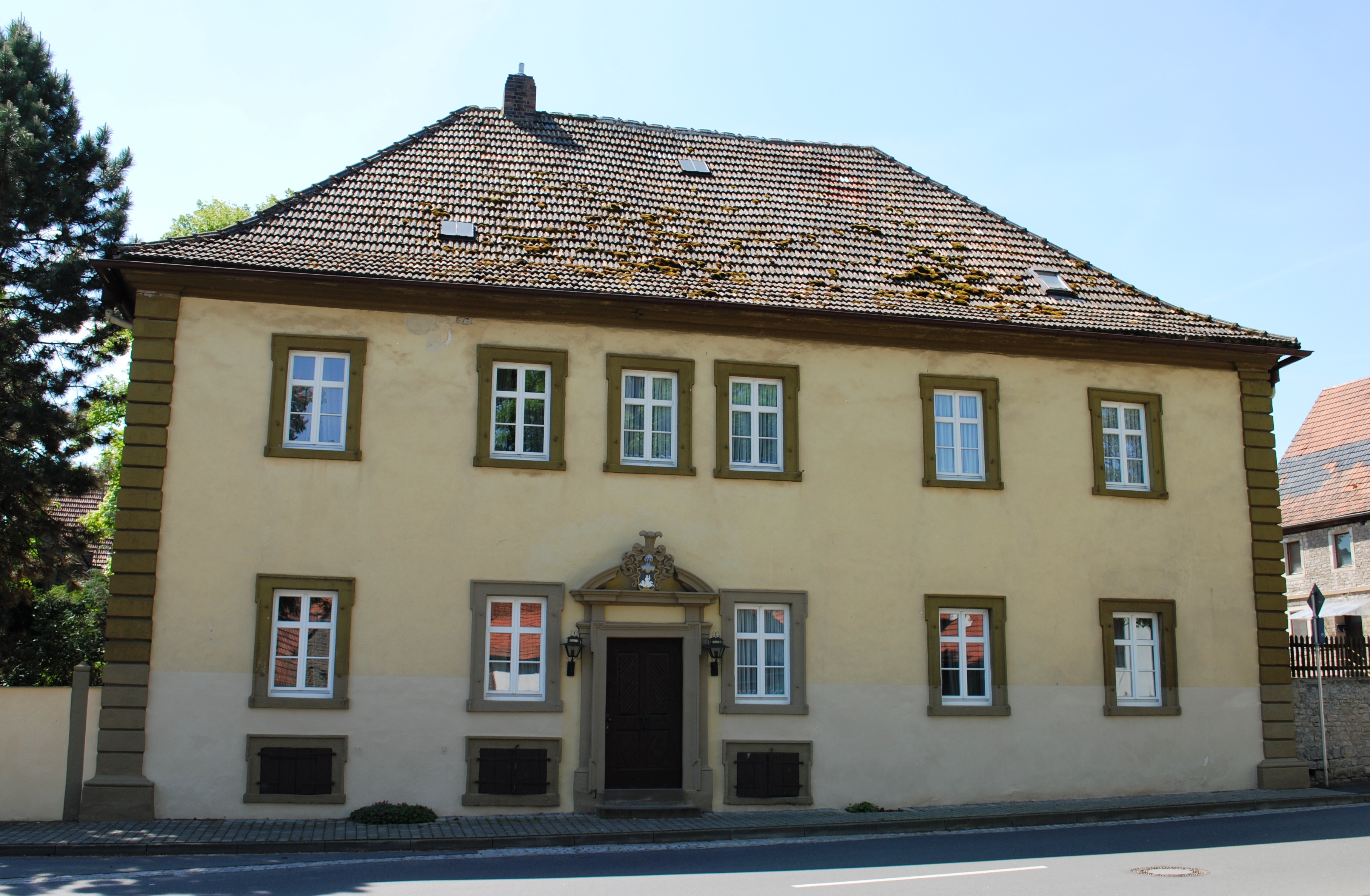
Das Schloss in Schernau

Das Schloss Schernau, auch Kleines Adelspalais genannt, ist ein ehemaliger Adelssitz im Dettelbacher Ortsteil Schernau im unterfränkischen Landkreis Kitzingen. Heute wird es von den Freiherren von Roman bewohnt.

## Geschichte
Bereits im Mittelalter ist ein Edelsitz im Dorf nachgewiesen. Von diesem Burgstall Schernau sind heute allerdings keine Reste mehr erhalten. Zunächst saßen hier die Herren von Seinsheim, bis die alte Anlage im 16. Jahrhundert, wohl im Deutschen Bauernkrieg, zerstört wurde. Im Jahr 1739 errichtete man deshalb an zentraler Stelle im Ort das neue Schlösschen. Um 1748 sind hier die Herren von Künsberg nachgewiesen, bevor die Freiherren von Roman die Anlage erwarben. Mitglieder dieser Familie bewohnen das Schloss noch heute. Das Schlösschen wird als Baudenkmal eingeordnet, während die untertägigen Reste im Boden als Bodendenkmal geführt werden.

## Beschreibung

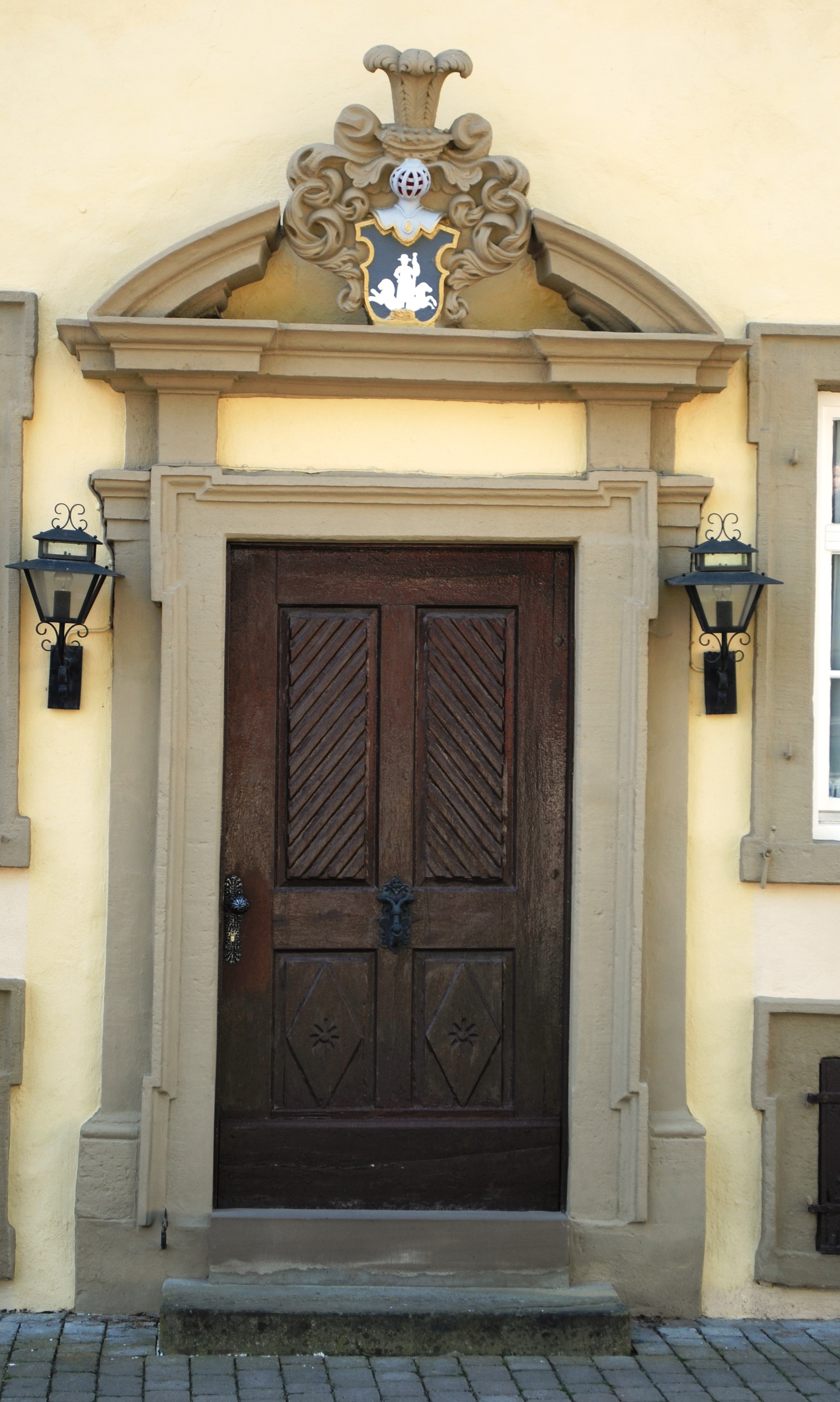
Tür mit Wappen derer von Roman

Das Schloss präsentiert sich als schlichter Rechteckbau des Barock. Er liegt direkt neben der Kirche St. Andreas und wird von einem kleinen Garten umgeben. Die Anlage weist zwei Geschosse auf und schließt mit einem Walmdach ab. An den Ecken des schlichten Baus wurden Steinquader angebracht. Die Fenster weisen geohrte Umrandungen auf. Das Türprofil hat eine unterbrochene Giebelüberdachung und wird vom Wappen der Herren von Roman bekrönt.